# Astarte und das unersättliche Meer

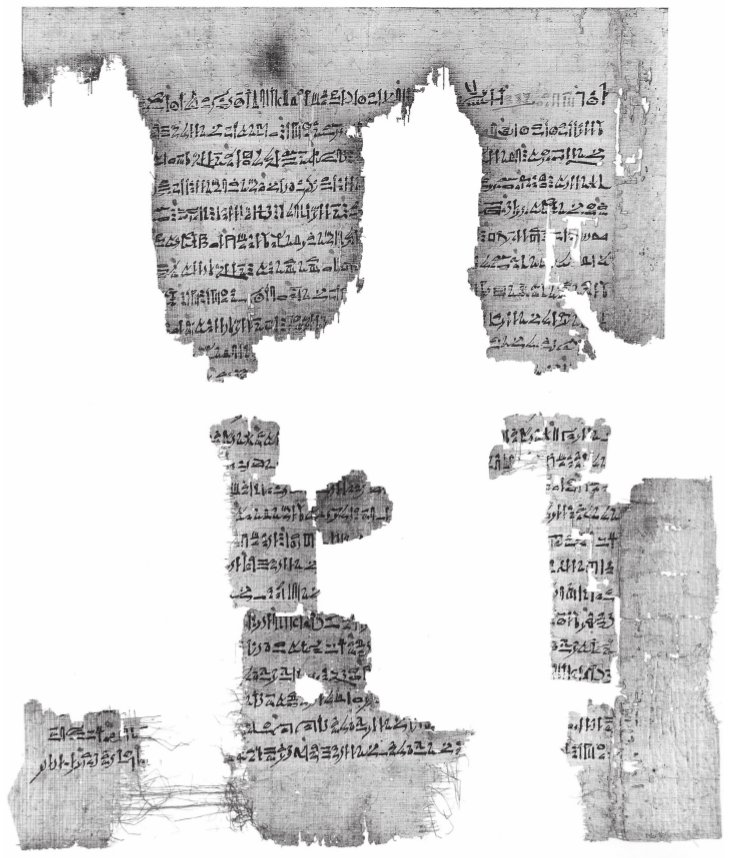
Papyrus Bibliothèque nationale 202 (oben) und Papyrus Amherst IX (Astarte-Papyrus) (unten), die zusammengehören

Als Astarte und das unersättliche Meer (auch Astarte-Papyrus oder Die Götter gegen das Meer) wird eine im Original titellose Erzählung der altägyptischen Literatur bezeichnet. Es ist eine mythologische Erzählung, die vom Kampf der ägyptischen Götter gegen das Meer berichtet. Sie ist auf dem überaus fragmentarischen Papyrus Amherst IX überliefert, der auch Astarte-Papyrus genannt wird, da im Text mehrfach die vorderasiatische Göttin Astarte genannt wird. Im Jahr 2000 konnte der Papyrus Bibliothèque nationale 202 (pBN 202) ebenfalls dem Papyrus Amherst IX zugeordnet werden. Die Erzählung datiert in die Zeit des altägyptischen Königs (Pharao) Amenophis II. (ca. 1400 v. Chr.). Der Text ist in hieratischer Schrift, der Schreibschrift der ägyptischen Hieroglyphen, geschrieben. Die Sprache weist Merkmale der mittelägyptischen und der neuägyptischen Sprache auf, was vermutlich dem Zustand der Sprache zu Beginn der 18. Dynastie entsprach.
Als Vorlage für die Erzählung dienten vorderasiatische Wettergott-Erzählungen, wie sie im ugaritischen Jam-Baal-Zyklus und dem hethitischen Kumarbi-Zyklus Niederschlag fanden. Auf Grund phraseologischer Vergleiche und einem anatolischen Lehnwort besteht eine besonders enge Verbindung zu Letzterem. Der Text zeugt vermutlich von der Etablierung der Kulte asiatischer Gottheiten in Ägypten durch Amenophis II., besonders in der Umgebung von Memphis.

## Überlieferung

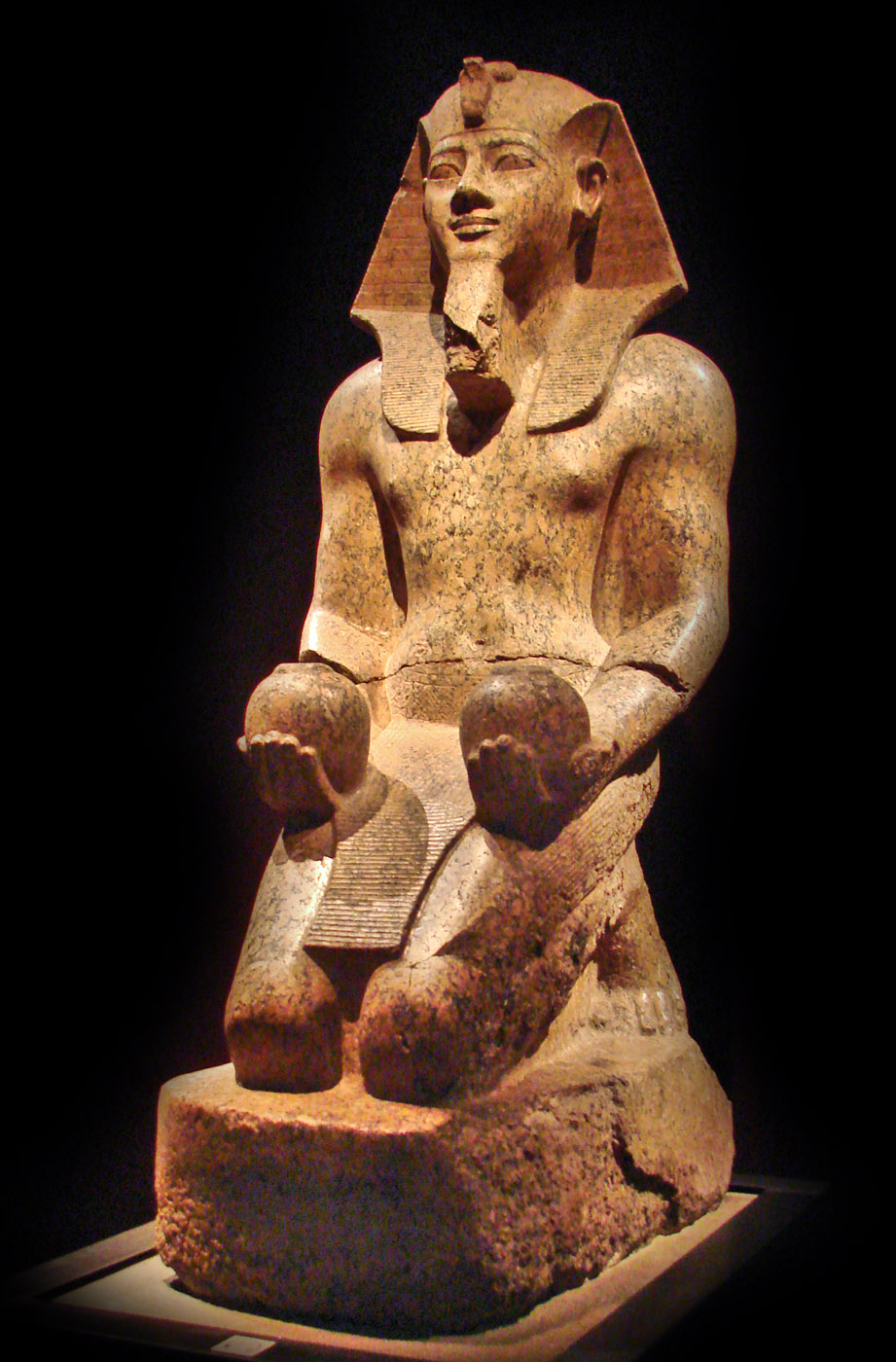
Amenophis II. in dessen Zeit die Erzählung datiert und der neue vorderasiatische Kulte in Ägypten einführte

Die Erzählung von Astarte und dem unersättlichen Meer ist auf dem fragmentarischen Papyrus Amherst IX, besser bekannt als Astarte-Papyrus überliefert. Da im Text mehrfach die Göttin Astarte genannt wird, hat Spiegelberg dem Papyrus deren Namen gegeben. Nach Gardiner stehen allerdings das Meer und dessen unersättliche Forderungen im Vordergrund der Erzählung.
Philippe Collombert und Laurent Coulon fanden 2000 heraus, dass ein großes Papyrusfragment, das als Papyrus Bibliothèque nationale 202 (pBN 202) in der Bibliothèque nationale in Paris aufbewahrt wird, ebenfalls dieser Erzählung zuzuordnen ist. Es handelt sich dabei um den oberen Teil der ersten Seite des Papyrus Amherst IX. Dieses Fragment war ursprünglich Teil der Sammlung Rollin (als Papyrus Rollin 1887).
Die genaue Herkunft des Papyrus Amherst IX ist nicht bekannt. Er muss vor 1871 gekauft worden sein, da er in diesem Jahr zum ersten Mal von S. Birch publiziert wurde. Auch über den Papyrus Bibliothèque nationale 202 existieren keine genauen Angaben über Herkunft und Ankauf. Er wurde von der Bibliothèque nationale (ehemals Bibliothèque impériale) vor 1868 dem Pariser Antiquitätenhändler Cl. Rollin abgekauft. Es ist anzunehmen, dass die beiden Papyri über den gleichen Zwischenhändler verkauft wurden, da es für weitere Manuskripte aus der Sammlung Rollin Entsprechungen aus der Sammlung Amherst gibt.
Vermutlich stammen die Papyri ursprünglich aus Memphis: „Der Vorrang von Ptah, die Übereinstimmung des Orts mit den Göttern und die vorderorientalische Mythologie sowie das Fehlen irgendeines thebanischen Bezugs implizieren eine mehr oder weniger direkte Verknüpfung mit Memphis.“
Der Papyrus BN 202 misst im heutigen Zustand 29,4 cm in der Breite und 17,2 cm in der Höhe. Der Papyrus Amherst IX ist im heutigen Zustand 20 cm hoch, seine Breite ist auf Grund der Lücke mehr oder weniger unbekannt. Die rekonstruierte Länge der Erzählung ist außergewöhnlich groß und ohne Entsprechung in der ägyptischen Literatur. Collombert und Coulon schätzen als „tiefe“ Annahme (25 Zeilen auf 20 Seiten), dass die Erzählung ursprünglich etwa drei Mal so lang wie die Erzählung von Horus und Seth und mehr als vier Mal so lang wie der Reisebericht des Wenamun war.

## Datierung
Der auf dem Papyrus BN 202 überlieferte Beginn datiert den Text in die Zeit Amenophis’ II. (ca. 1425 bis 1397 v. Chr.):

„Jahr 5, 3. Monat der pr.t-Jahreszeit, Tag 19. Es lebe der König von Ober- und Unterägypten […], er lebe, sei heil und gesund (LHG), der Sohn des Re, Amenophis, Gott und Herrscher von Heliopolis LHG, mit Leben beschenkt auf immer und ewig, inthronisiert […]“

Der Papyrus Amherst IX wurde ursprünglich aus paläographischen Gründen in die Zeit von Haremhab datiert. Collombert und Coulon haben gezeigt, dass er paläographisch eindeutig in die 18. Dynastie gehört und dass außerdem keine Gründe gegen eine Datierung in die Zeit von Amenophis II. sprechen. Damit handelt es sich um einen der relativ wenigen literarischen Texte, die in der 18. Dynastie entstanden sind. Auch linguistische Kriterien sprechen nicht gegen diese Datierung.
Inhaltlich passt der Text sehr gut in die Zeit von Amenophis II., da dieser insbesondere in Memphis vorderasiatische Kulte förderte. So treten unter seiner Regierung erstmals die Kulte von Hauron, Reschep, Baal und Astarte in Ägypten in Erscheinung. Außerdem wurde vermutlich zu diesem Datum ein Astarte-Heiligtum in Perunefer (Kriegshafen von Memphis) fertiggestellt.

## Inhalt

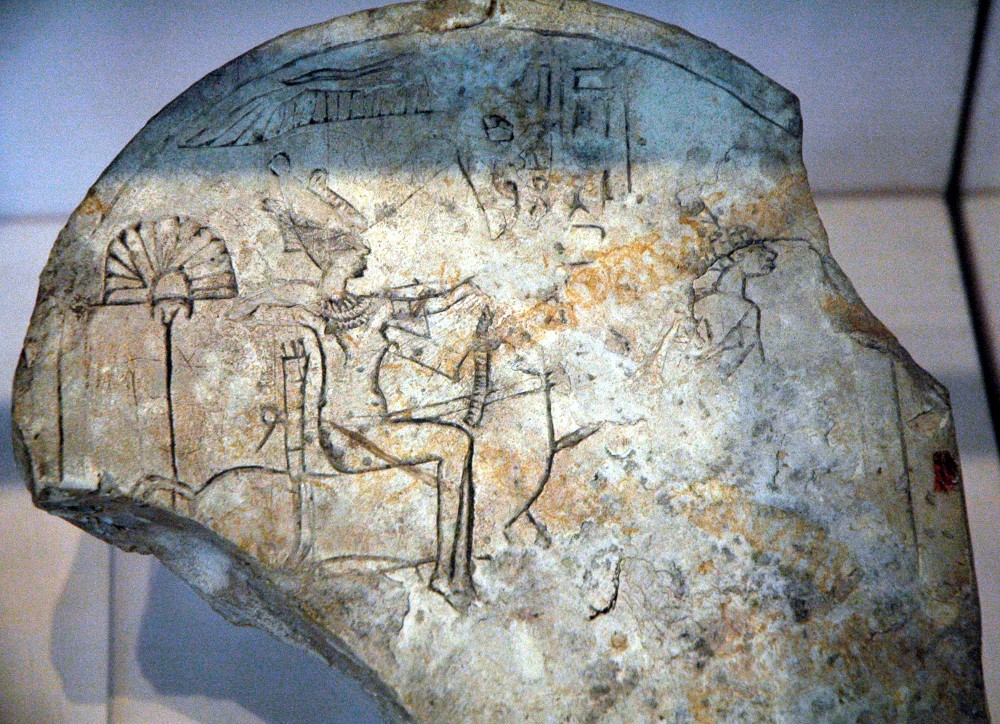
Ägyptische Darstellung der vorderasiatischen Göttin Astarte

Das Meer (als Jm/Jam bezeichnet) fordert von den ägyptischen Göttern Tribute und droht ansonsten Himmel, Erde und Berge zu überwältigen. Auf Seiten der ägyptischen Götter werden Ptah, Nut, Renenutet und Astarte, die als „Tochter des Ptah“ bezeichnet wird, genannt. Astarte wird geschickt, um dem Meer die Tribute zu überbringen. Doch das Meer fordert darüber hinaus nicht nur Astarte zur Frau, sondern auch den Ring des Geb und den Schmuck der Nut, das heißt nicht weniger als die Herrschaft über die Erde. Der Schluss ist fast gänzlich verloren. Es ist von Seth und von einem Kampf die Rede.
Aus einer mythologischen Anspielung im medizinischen Papyrus Hearst konnte Gardiner schließlich herleiten, dass das Meer letztlich im Kampf von Seth besiegt wird. So heißt es in Bezug auf eine Krankheit:

„[…] so wie Seth das Meer bezwungen hat, so wird Seth dich bezwingen, Du Asiatische [d.h. Krankheit].“

Auch der medizinische Papyrus Berlin 3038, 21, 2–3 dürfte auf das Ende der Erzählung anklingen: wie wenn das Meer auf die Stimme des Seth hört …

## Sprache
Gardiner bemerkte, dass die Schreibweisen hauptsächlich der mittelägyptischen Sprachstufe entsprachen, die Grammatik aber an Texte aus der Amarna-Zeit und historische Inschriften aus der Zeit von Haremhab und Sethos I. erinnert, da sie Merkmale der „klassischen“ mittelägyptischen und der neuägyptischen Sprache aufweist. Nach Collombert und Coulon ähneln die grammatikalischen Merkmale der Sprache, die in privaten Dokumenten in der Zeit von Thutmosis III. bis Amenophis IV. verwendet wurde. Demnach sollte das Auftauchen von „klassischen“ Formen nicht als anachronistische Anlehnung an die „klassische“ Literatur des Mittleren Reiches gesehen werden, sondern widerspiegelt lediglich den Zustand der Sprache zu Beginn der 18. Dynastie. Damit ist das Neuägyptische literarisch früher bezeugt als bisher angenommen.

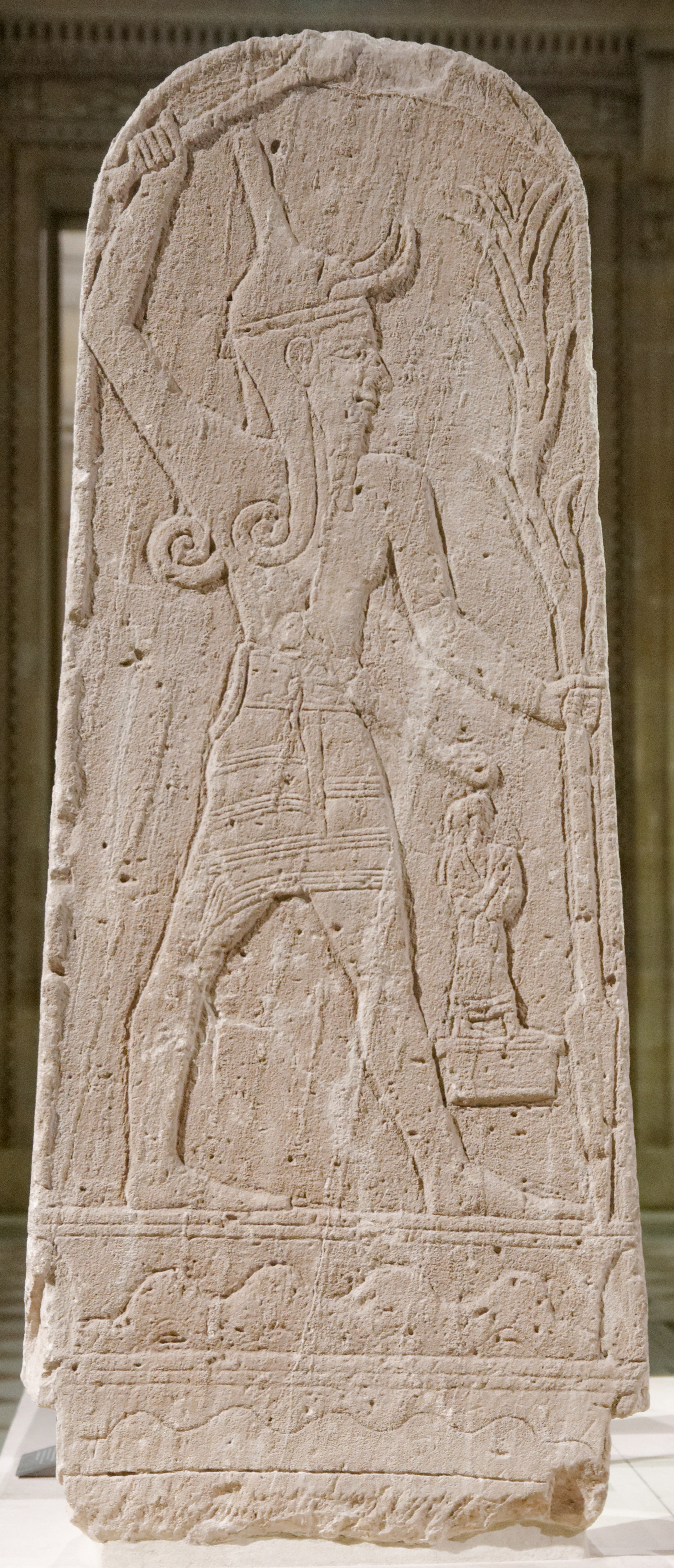
Stele des Baal aus dem Baaltempel in Ugarit. Baal als Gewitter- und Wettergott mit Donnerkeule und Blitzspeer. Die untere Wellenlinie steht für die Herrschaft über das Meer, nach dem Sieg über Jam.

## Herkunft
Beim Astarte-Papyrus handelt es sich eindeutig um die Verarbeitung einer Wettergott-Erzählung. Solche Erzählungen entsprangen einer alten levantischen Mythentradition und führten im Ugarit des 14. Jh. v. Chr. zur Niederschrift des Baal-Zyklus (siehe auch Ugaritische Religion), des bedeutsamsten Literaturwerks des spätbronzezeitlichen syrisch-palästinensischen Raums. Der Baal-Zyklus handelt vom Sieg Baals über den Meeresgott Jam, der von El eigentlich als göttlicher Herrscher bevorzugt wurde.
Diese mythischen Vorstellungen wurden von den Hurritern auch nach Nordsyrien und Anatolien tradiert und fanden dort um 1350 v. Chr. ihren literarischen Niederschlag (siehe auch Hethitische Mythologie). Von den hurritischen originalen Fassungen ist so gut wie nichts erhalten. Die hethitischen Fassungen scheinen nicht einfache Übersetzungswerke, sondern Nachdichtungen auf hohem sprachlichem Niveau zu sein. Entsprechend der El-Baal-Konstellation findet man hier die Götter Kumarbi und Teššub.
Francis Breyer hat gezeigt, dass beim Astarte-Papyrus Parallelen zu verschiedenen Passagen des hethitischen Kumarbi-Zyklus bestehen, so gibt es einige phraseologische Ähnlichkeiten zwischen den ägyptischen und hethitischen Texten. Indem er ein anatolisches Lehnwort in der ägyptischen Erzählung identifizierte, konnte er sogar eine direkte Abhängigkeit auf textlicher Ebene ausmachen. Damit besteht eine sehr enge Abhängigkeit, auch wenn nicht ganz eindeutig ist, ob bzw. inwieweit der Impetus aus hethitischen Texten kommt, oder ob beide Quellengruppen nicht vielmehr aus gemeinsamen nordsyrischen Traditionen gespeist werden.
Auch bei weiteren altägyptischen Erzählungen konnte in den letzten Jahren eine starke Verarbeitung altorientalischer Wettergott-Erzählungen ausgemacht werden. Dies sind insbesondere die Geschichte des Schiffbrüchigen, die Erzählung von Baal und Anat und das Zweibrüdermärchen.
Bereits Wolfgang Helck hat auf einige Stellen hingewiesen, die einen Ursprung im hurritisch-hethitischen Schrifttum nahelegen. Er vermutet, dass der Astarte-Papyrus eine Übersetzung einer Erzählung aus jenem Kulturkreis enthält. Es ist belegt, dass es in Ägypten Schreiber gab, die Hethitisch gelernt hatten. Demnach dürften sie die Fremdsprache unter anderem durch Lesen und Übersetzen fremder Epen gelernt haben.

## Historischer Kontext
Nach Collombert und Coulon geht die Einführung der Götter Hauron, Reschep, Baal und Astarte eindeutig auf den persönlichen Willen von Amenophis II. zurück. Einerseits handelt es sich bei Reschep, Astarte und Baal um kriegerische Gottheiten, was gut zum aufbrausenden Charakter Amenophis’ passt, andererseits sind Reschep und Astarte Pferde-Gottheiten, welche in Ägypten nicht existierten, was nahelegt, dass Amenophis auf Grund seiner Vorliebe für Pferde diese Gottheiten unter seinen Schutz stellte. Die Betonung seiner sportlichen Leistungen und die Einführung der Kulte dieser kriegerischen Götter entspringt demnach demselben Konzept eines Königs als „heroische“ Person.
In der Region Memphis finden sich Belege für die Etablierung asiatischer Kulte vor allem im Zusammenhang mit Perunefer, eine Hafenzone, die Umschlagplatz für Waren aus dem vorderen Orient und Ausgangspunkt für militärische Expeditionen in die Levante war. Die meisten Ägyptologen verorten Perunefer in der Nähe von Memphis, da die Beschreibungen aber ziemlich ungenau sind, wäre auch die Umgebung von Auaris möglich. Die Götter, die in Perunefer verehrt wurden, sind Amun-Re, Astarte und Seth-Baal, deren Kult stark von Amenophis gefördert wurde.
So gesehen geht es beim Astarte-Papyrus um die Etablierung der Kulte asiatischer Gottheiten und um die Rolle, die der König selbst dabei spielt: Die „Person des Heron“ ist nach Collombert und Coulon dabei bewusst offengelassen – es ist auch eine Identifizierung des Königs mit dem Kriegsgott Seth/Baal möglich. Insgesamt kommen sie zu folgendem Urteil:

„Der Text erbringt ein zusätzliches Zeugnis des Impulses, den Amenophis II. den Kulten asiatischer Götter in Ägypten gab, besonders in der Gegend um Memphis, und er demonstriert die persönliche Verwicklung des Herrschers in diesen Prozess […] Der Text illustriert in auffälliger Weise, wie die fremden Importe in eine erweiterte Vision des ägyptischen Universums integriert wurden, und wie innerhalb dessen, was wir ‚Literatur‘ nennen, die Mythologie mobilisiert wurde, um in der Zeit der Götter eine königliche Ideologie zu verankern, die auf dem Kult des Kriegshelden gründet. Insofern lädt die Klarstellung des Sitzes im Leben dieser Erzählung dazu ein, den Status dieses Werkes erneut zu überdenken und – ganz allgemein – denjenigen der ‚mythologischen Erzählung‘.“

### Editionen
- Alan H. Gardiner: Late-Egyptian Stories. Éditions de la Fondation Égyptologique, Brüssel 1932, 1981, S. 76–81. (Online, als Zip-Datei zum Herunterladen)
- Alan H. Gardiner: The Astarte Papyrus. In: Studies Presented to Francis Llewellyn Griffith. London 1932, S. 74–85.
- Philippe Collombert, Laurent Coulon: Les dieux contre la mer. Le début du « papyrus d’Astarté » (pBN 202). In: Le Bulletin de l’Institut français d’archéologie orientale. (BIFAO) Band 100, 2000, S. 193–242. (Online pdf)

### Übersetzungen
- Francis Breyer: Ägypten und Anatolien. Politische, materielle und sprachliche Beziehungen zwischen dem Niltal und Kleinasien im 2. Jahrtausend v. Chr. Wien 2011, S. 467–469.
- Emma Brunner-Traut: Altägyptische Märchen (= Märchen der Weltliteratur.). Diederichs, Düsseldorf u. a. 1963, Nr. 10.
- Robert K. Ritner: The Legend of Astarte and the Tribute to the Sea. In: William W. Hallo, K. Lawson Younger Jr. (Hrsg.): The Context of Scripture I: Canonical Compositions from the Biblical World. Leiden 1997, S. 35–36.
- Edward F. Wente, in: William Kelly Simpson (Hrsg.): The Literature of Ancient Egypt. An Anthology of Stories, Instructions, Stelae, Autobiographies, and Poetry. Cairo 2003, S. 108–111. (Online)

### Allgemeiner Überblick
- Günter Burkard, Heinz J. Thissen: Einführung in die altägyptische Literaturgeschichte. Band II: Neues Reich. 2. Auflage, Lit, Berlin 2009, ISBN 978-3-8258-0987-4, S. 57–61.
- Rainer Stadelmann: Artikel Astartepapyrus. In: Wolfgang Helck, Eberhard Otto (Hrsg.): Lexikon der Ägyptologie. Band I. Harrassowitz, Wiesbaden 1975, S. 509–511 (Online).

### Einzelfragen
- George Posener: La légende égyptienne de la mer insatiable. In: AIPHOS. Nr. 13, 1953 (Mélanges Isidore Lévy), Bruxelles 1955, S. 461–478.
- Wolfgang Helck: Die Herkunft der Erzählung des sog. „Astartepapyrus“. In: Manfred Görg (Hrsg.): Fontes atque Pontes. Eine Festgabe für Hellmut Brunner (= Ägypten und Altes Testament. [ÄAT] Band 5). Harrassowitz, Wiesbaden 1983, ISBN 3-447-02347-3, S. 215–223.
- Pascale M. Teysseire: The Portrayal of Woman in the Ancient Egyptian Tale. Dissertation, University of Yale 1998, S. 148–150.
- Francis Breyer: Ägypten und Anatolien. Politische, materielle und sprachliche Beziehungen zwischen dem Niltal und Kleinasien im 2. Jahrtausend v. Chr. Wien 2011, S. 467ff.